# Дзядково (Нижньосілезьке воєводство)
Дзядково (пол. Dziadkowo, нім. Altenau) — село в Польщі, у гміні Цешкув Мілицького повіту Нижньосілезького воєводства.
Населення — 295 осіб (2011).
У 1975-1998 роках село належало до Вроцлавського воєводства.

## Демографія
Демографічна структура станом на 31 березня 2011 року:
|          | Загалом | Допрацездатний вік | Працездатний вік | Постпрацездатний вік |
| -------- | ------- | ------------------ | ---------------- | -------------------- |
| Чоловіки | 145     | 29                 | 105              | 11                   |
| Жінки    | 150     | 36                 | 85               | 29                   |
| Разом    | 295     | 65                 | 190              | 40                   |